# Герой Праці
«Герой Праці» — звання, встановлене ЦВК і РНК СРСР 27 липня 1927.
Звання «Героя Праці» присвоювалося особам, що мали особливі заслуги в галузі виробництва, наукової діяльності, державної чи громадської служби і пропрацювали як робітник або службовець не менше 35 років. Але у виняткових випадках звання «Героя Праці» могло бути присвоєно особам зі стажем менше 35 років. Постанова про присвоєння звання «Героя Праці» поширювалася також на військовослужбовців Робітничо-Селянської Червоної Армії. З присвоєнням звання Герой Праці вручалася грамота ЦВК з описом заслуг нагороджуваного.

## Історія
Термін «Герой Праці» з'явився в 1921 році, коли так були названі сотні найкращих робітників Петрограда і Москви. Цей термін зустрічався в газетах, проставлявся на почесних грамотах, що вручалися передовим робітникам.
Звання «Герой Праці» присвоювалося найстарішим робочим, що віддали виробництву кілька десятків років життя, і супроводжувалося врученням цінних подарунків, якими в той час могли бути дефіцитні товари: відріз сукна на костюм, пара взуття і т. д. Вручення при цьому якого-небудь знака відмінності не передбачалося. Однак на деяких підприємствах присвоєння звання супроводжувалося врученням нагрудного значка з відповідним написом на лицьовій стороні або гравіюванням на зворотному. Це робилося мабуть, в порядку місцевої ініціативи, яка не була ще стиснута відомчими та державними обмеженнями. За деякими відомостями, такі значки вручалися навіть у художньому колективі «Большого театру».
Звання «Герой Праці» присвоювалося губернськими Радами профспілок за поданням робочих зборів, а з 27 липня 1927 року стало присвоюватися виключно Президією ЦВК СРСР чи союзних республік з врученням спеціальної грамоти.
У зв'язку з Указом Президії Верховної Ради СРСР (27 грудня 1938) «Про встановлення вищого ступеня відзнаки — звання Героя Соціалістичної Праці» присвоєння звання «Герой Праці» було припинено.
Всього в 1928—1938 роках звання «Герой Праці» удостоїлися 1014 осіб.